# Válečná plachetnice

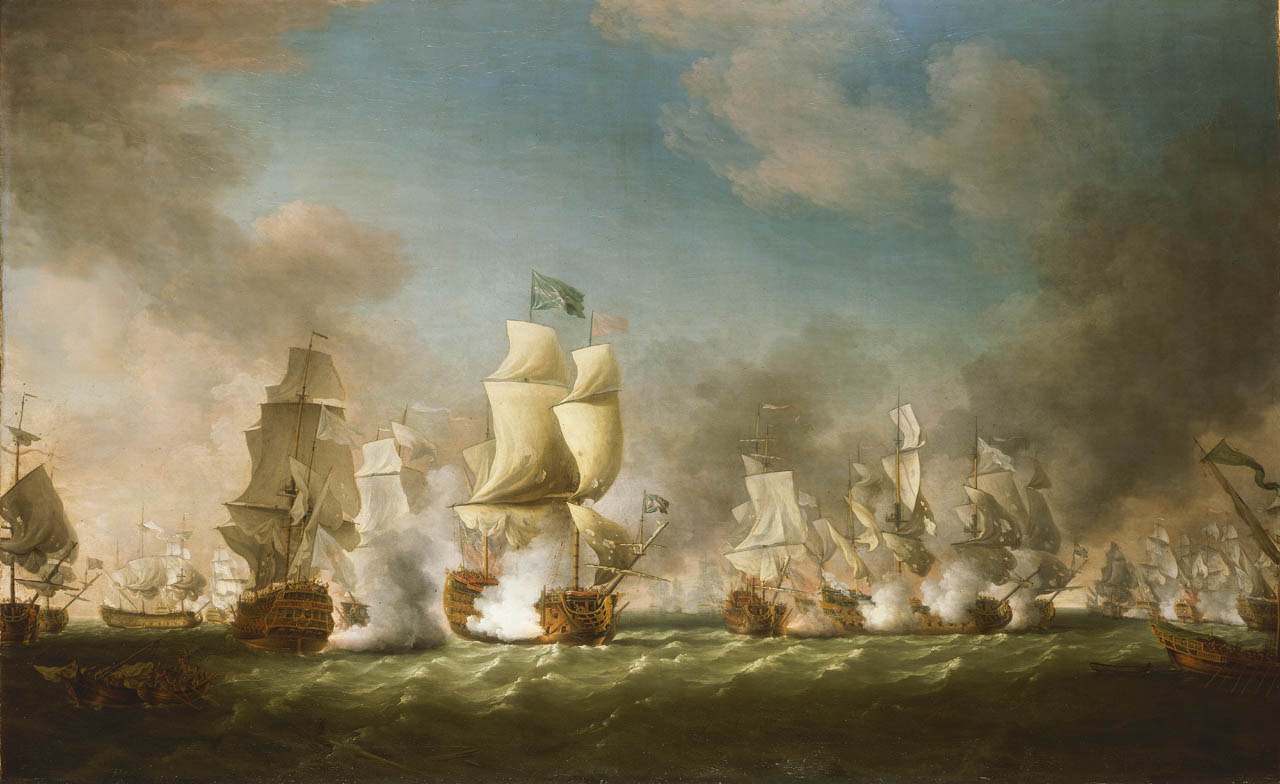
Bitva u mysu Passaro, 11. srpna 1718 (olej na plátně, Richard Paton 1767)

Válečná plachetnice je typ plavidla.
Ve středověku se plachetní lodě využívaly k přímému boji jen zřídka, s vynálezem lodního děla se ale možnosti bojového využití podstatně rozšířily. V 17. století přichází éra zvaná „zlatý věk plachet“, kdy se z lodí staly jedny z nejhorších nástrojů na zabíjení.

## Dělení

### Lodě výtlačné a klouzající
Výtlačné lodě vytlačují svým trupem vodu z plavební dráhy. Voda přitom odtéká pod dno a do stran, ale za trupem se zase ihned uzavírá a spojuje. Obtékání trupu je plynulé, nikde nedochází k odtržení vody od povrchu lodi. Výtlačně může plout jakékoliv plavidlo, stačí malý poháněcí výkon.
Všechny lodě poháněné méně výkonnými motory nebo plachetnice plují výtlačně. K dobrému využití výkonu je nutné, aby trup lodě kladl vodě co nejmenší odpor. Největší odpor má jednoduchý hranol – jeho tupá špička před sebou valí vodu, a ta nemůže plynule odtékat pod dno ani do stran, a tak víří kolem trupu, za useknutou zádí se tvoří víry a dutiny, které loď při plavbě brzdí. Aby se vodě umožnilo odtékat do stran, musí se seříznout přední část do špičky. Tato úprava (odpor je oproti hranolu třetinový) neřeší víření vody pod dnem, kam voda stále nemůže plynule odtékat. Proto se používá úprava zvaná přední podhon – seříznutí přídě takovým způsobem, aby měla špičatý tvar i z profilu. Záď se upravuje podobným způsobem, ale kvůli umístění kormidelní perutě se „neusekne“, pouze se maximálně zúží – zadní podhon. Odpor trupu s V-dnem, jaké se používá u moderních bitevních lodí, je vyšší než odpor dvoupodhonového trupu. Ideální řešení pro výtlačnou loď je oblý, hydrodynamický trup, který se běžně používal už v 17. století, má odpor asi 1/12 odporu hranolu.
Rychlost není možné neomezeně zvětšovat zvyšováním poháněcího výkonu, je omezena fyzikálním zákonem o délce vln vytvářených plavidlem na hladině. Mezní rychlost výtlačné plavby je dána vzorcem: v = 6 x √l;	[v] = km/h;	[l] = m (délka lodi na vodorysce). Při této rychlosti zapadne záď lodi do prvního dílu vlny, kterou vytváří svou přídí. Trup má velký odpor, protože pluje stále vzhůru, a to s velkým podélným náklonem. Zvyšováním výkonu by se vlna a náklon jen zvětšovaly, loď by ztratila příčnou stabilitu a převrhla by se. Lodě, které mají plout rychleji, než je jejich mezní rychlost, musejí mít těžiště blíže k zádi, která musí být široká, aby se loď nepřevrhla a překonala hřbet své vlastní vlny. Nejvýhodnější rychlost při výtlačné plavbě je ta, při níž leží záď na prvním vrcholu své příďové vlny. Tato tzv. přirozená rychlost je dána vzorcem: v = 3,4 x √l. Jen ty nejlepší řadové lodě dokázaly dosáhnout této rychlosti, u lodě třetí třídy to bylo asi třináct uzlů. Uzel = jedna námořní míle za hodinu; námořní míle = 1852 m.
Při rychlostech větších, než je mezní rychlost, se proudnice odtrhnou od trupu plavidla a loď začne po hladině klouzat. Minimální rychlost pro klouzání je dána vzorcem: v = 8 x √l. Důležitý je tvar trupu. Voda se nikdy neodtrhne od oblého trupu. Loď určená ke klouzání musí mít ploché dno, pod kterým vzniká hydrodynamický vztlak, bez kterého není klouzání možné, kvůli stabilitě je trup stavěný do tvaru písmene V. Pro dosažení vysoké rychlosti je nutná nízká hmotnost.

### Základní faktory ovlivňující rychlost lodi a jejich použití
Jestliže v 17. století jedna loď pronásledovala druhou, nezávisel její úspěch a neúspěch ve větší míře na počtu plachet. Žádný kapitán nikdy nepočítal plachty pronásledované lodě, protože bitevní lodě měly takeláž vždy stejnou. Když někdo přišel s efektivním vylepšením, do roka si všechna loďstva své lodě vylepšila stejně. Počet plachet u bitevních lodí také nebyl nijak závratný. Pokud zvětšujeme tlak na plachty, loď díky odporu vzduchu, vody a své hmotnosti nebude schopna plout rychleji a plachty se utrhnou. Maximální dosažitelná rychlost tedy částečně závisela na kvalitě provedení takeláže, která se ale nedala podstatně vylepšovat. Pokud se tedy nějaký kapitán pustil do honičky s jinou lodí, nejprve si všímal jejího ponoru a konstrukce trupu.
Důležitým faktorem je hmotnost lodi. Čím je loď těžší, tím je pomalejší a má hlubší ponor. Lehčí plavidlo je vždy rychlejší než těžší loď s oplachtěním stejného typu. Ve válečných námořnictvech se vyskytovaly nejvíce lodě s výtlakem kolem 2000 tun, plavidla určená k boji pak nemívala menší výtlak než 1500 tun. I fregaty, které byly původně stavěny pro rychlost, se postupem času stávaly robustnějšími, aby mohly čelit i velkým řadovým lodím. Rychlost začala být výsadou lehčích plavidel, a to francouzských lehkých fregat s výtlakem cca 800 – 1200 tun a korvet o hmotnosti pod 200 tun, dále pak všech lehčích plavidel různých tvarů, která si tehdy nezasloužila označení loď. Tato plavidla se používala při doručování depeší, hlídkování a pronásledování pirátů, méně často k ochraně obchodních konvojů, protože nebyla schopna účinně se bránit. Důvodem byla vedle nízké nosnosti stabilita.
Aby byla loď co nejlépe použitelná v boji, nesměla se nechat odchýlit od směru zpětným nárazem děl při plné boční salvě (děla na jednom boku mohla dohromady vážit i 150 tun), dále musela úspěšně vzdorovat tlaku bočního větru a bouřlivému počasí. Aby toho byla schopná, musela mít nízko položené těžiště a trup musel klást co největší odpor při pohybu do strany. Tyto dvě vlastnosti zajišťoval hluboký ponor, pokud byly správně řešeny nástavby. Nízký ponor se občas kompenzoval šířkou, ale nebylo to šťastné řešení. Loď se dala snadno rozhoupat vlnami za bouře, protivítr ji odchyloval od směru sice méně než lehká plavidla, ale víc než ostatní lodě stejné třídy, a pokud k tomu přidáme pomalost, měla loď velmi špatné nautické vlastnosti. Lodě s největším počtem děl měly vysoké boky, protože při tehdy používané klasické žebrové konstrukci nebyli stavitelé schopni postavit plavidlo s dělovými palubami delšími než 60 metrů. Díky vysokým bokům se těžiště posunulo výš, a tak se lodě první třídy za bouří, kdy se spojily vlny a silný vítr, mohly převrátit na bok, ale jejich hmotnost kolem 2500 tun toto riziko zmenšovala.
Dalším faktorem je tvar trupu. Odpor vody závisí na ploše ponořené části plavidla, která při pohybu dopředu musí být co nejmenší. Protože dělostřelecká výzbroj se umisťovala na bok lodi, nedala se její délka při zachování stejného počtu děl na jedné palubě zmenšovat. Zato šířka se zmenšit mohla, štíhlejší lodě byly vždy rychlejší. Lodě s nízkým ponorem měly často ploché dno, které způsobuje hranatější tvar trupu, který má větší odpor vody. Důležitá je podseknutá záď, ta ale nebyla samozřejmostí u prvních řadových lodí.
Useknutá záď „táhne“ vodu a tvoří se za ní víry. Konstruktéři ve středověku tento problém neřešili, zádě karak a karavel byly oblé. To přinášelo zcela jiné problémy. Záď bývala nad vodou hranatá, a tak se plaňky ostře zaoblovaly těsně u hladiny. Toto místo bylo velmi namáhané a poruchové, plaňky často povolily a způsobily potopení lodě. První galeony a tedy i řadové lodě měly záď useknutou, často tvořenou dvěma zrcadly. Toto řešení se objevuje ještě v první polovině 17. století, v padesátých letech ale úplně mizí a objevuje se zadní podhon.

## Lodní typy 17. – 18. století z hlediska konstrukčního

### Galeona
Galeona vznikla na Pyrenejském poloostrově v 16. století jako výsledek pokusu sloučit výhody velké středověké plachetní lodě (karaky) a středomořské veslice (galéry). Název pochází z Arabštiny (chalion – lehká loď). Galeona byla prvním lodním typem, který byl od začátku stavěn jako loď válečná. 
Poměr mezi délkou trupu, šířkou a průměrnou výškou od kýlu k palubě byl nejčastěji 3 : 1 : 2/5. Galeona byla oproti dřívějším plachetnicím poměrně štíhlá (karaka měla poměr délky ku šířce 2,4 : 1; galéra 1 : 6 až 1 : 9). Její příďové nástavby byly vždy nižší než několikaposchoďové záďové, které začínaly již za hlavním stěžněm. Záďové kastely měly většinou 2 – 3 paluby, u lodí, které měly ukazovat bohatství vlastníka, i čtyři. Záď byla ukončena rovinou (zrcadlem). První galeony měly na přídi výrazný kloun, který měl tak jako u galér sloužit k útoku na bok nepřátelské lodi. Brzy se však ukázalo, že naděje vkládané do takového útoku jsou plané, a tak se kloun postupně zkracoval a měnil se na tzv. galion, na kterém byla umístěna figurína symbolizující název lodi. Mezi klounem (galionem) a stěnou přední nástavby vznikla malá, tzv. galionová paluba. Galeona byla řízena závěsovým kormidlem ovládaným kormidelní pákou.
Závěsové kormidlo ovládané kormidelní pákou se objevilo na přelomu 12. a 13. století. Již ve středověku narůstající zadní nástavba zakryla páku kormidla, a tak byla na konec kormidelní páky připevněna kormidelní tyč, pomocí které se ovládalo kormidlo z palubní nástavby. Tato svislá tyč se otáčela okolo čepu přichyceného na hlavní palubě. Spodní část tyče upevňovala posuvná objímka na konci kormidelní páky, a tak se pohyb tyče přenášel v opačném směru na kormidelní páku a tím i na samotné kormidlo. Tento mechanismus měl řadu nedostatků. Jedním z nich byly poměrně velké síly, které musel kormidelník překonávat, proto při silnějším větru muselo kormidlo obsluhovat několik lidí a při bouři bylo nutno přidat lana, která pomáhala obsluze. Druhým, daleko závažnějším nedostatkem bylo, že tato soustava umožňovala kormidlu jen malou výchylku, a tak se prudší obraty musely provádět za součinnosti plachet. 
U dřívějších typů lodí se stěžně zhotovovaly z jednoho kusu. U galeony se poprvé objevily na stěžních čnělky, které byly se stěžňovým pněm spojeny kováním, vzájemný přesah obou dílů byl cca pětina délky čnělky. Hlavní význam zavedení čnělek spočíval v tom, že se za bouřlivého počasí daly demontovat a tím zkrátit stěžeň a omezit riziko jeho zlomení větrem. Časem se začaly používat i dvě čnělky. Většina galeon měla tři stěžně, ale mezi roky 1550 – 1600 se objevoval i čtvrtý stěžeň – bonaventura. Po pravé straně předního vazu měla galeona čelen.
Pravděpodobný vývoj poměru délky hlavního stěžně k ostatním:
| doba                   | přední stěžeň | hlavní stěžeň | besan | bonaventura |
| ---------------------- | ------------- | ------------- | ----- | ----------- |
| 1500-1520              | 0,66          | 1             | 0,6   |             |
| 1540                   | 0,7           | 1             | 0,6   |             |
| 1550                   | 0,7           | 1             | 0,7   | 0,6         |
| 1570                   | 0,8           | 1             | 0,7   | 0,55        |
| 1585-1640              | 0,9           | 1             | 0,67  | 0,44        |
| třístěžňové po r. 1600 | 0,8           | 1,06          | 0,4   |             |

```
nebo – 0,87	 – 1	 – 0,6	 
```

Přední stěžeň nesl (vypočítáno od paluby) přední obdélníkovou plachtu, přední košovou plachtu lichoběžníkového tvaru a u pozdějších lodí se třemi čnělkami ještě přední brámovou plachtu. Hlavní stěžeň byl vystrojen obdobně. Besan nesl zadní (křížovou, besanovou) latinskou plachtu, někdy i zadní košovou latinskou plachtu. Na bonaventuře byla také latinská plachta. Na čelenu byla obdélníková plachta, tzv. blinda. 
V 17. století prošla takeláž válečných lodí řadou změn. Kolem roku 1610 se objevil na konci čelenu malý stěžeň, tzv. boven, který nesl brámovou plachtu. Toto vylepšení se velmi rychle rozšířilo na všechny velké lodě, ale na konci 17. století stejně rychle zmizelo. Jinou změnou bylo zavedení další ráhnové plachty na besanu, což u čtyřstěžňových lodí umožnilo vypuštění bonaventury, která kolem roku 1640 z válečných lodí zmizela. Další významné zdokonalení představovalo zavedení podélných tříhranných plachet zvaných stěhovky, které byly na stězích mezi jednotlivými stěžni, které se objevily kolem roku 1650. Galeony jich nemívaly více než čtyři, stěhovky našly plné uplatnění až u fregat. Koncem 17. století se na anglických lodích začaly používat boční přídavné plachty, tzv. závětrovky. Šlo o plachty obdélníkového nebo kosodélníkového tvaru přichycené na závětrovková ráhna, která se upevňovalo tak, že závětrovkové plachty byly umístěny po stranách běžných ráhnových plachet.

### Fregata
Řadové lodě se nehodily k ochraně konvojů, hlídání námořních cest, k výzvědné činnosti, boji proti pirátům a ke strážní službě. K těmto účelům se nejprve používaly přezbrojené obchodní lodě, ale záhy vznikla snaha vyvinout nový lodní typ určený výhradně k těmto účelům. Označení fregata se poprvé objevilo pro tyto lodě roku 1646, kdy tak byla označena loď Constant Warwick. Důraz se kladl předavším na rychlost, poměr délky ku šířce se u prvních lodí tohoto typu změnil až na 4 : 1. Název fregata se od té doby používal pro lodě s výše popsanými vojenskými úkoly, které musely být rychlé, obratné a byly vyzbrojeny 30 – 44 děly. Od šedesátých let 17. století byla fregata přesným typem lodě. Poměr délky ku šířce trupu byl 3,5 : 1 nebo větší, ideálně pak 4,5 : 1. Tyto podmínky splňovaly často i velké řadové lodě. V 18. století byla fregatou každá válečná loď s plným oplachtěním tzv. fregatního typu. Tou dobou už byl štíhlý trup samozřejmostí i u lodí první třídy. Označení fregata má tedy dvojí význam: buď je to loď s určitými konstrukčními prvky, nebo se specifickými vojenskými úkoly.
na začátku 18. století se konstrukce trupu oproti galeonám výrazně změnila. Především došlo ke změně průřezu trupu. Ten se dříve ze svého nejširšího místa na úrovni vodní hladiny směrem k palubě podstatně zužoval. Na počátku 18. století se ale na úrovni paluby rozšířil tak, že se příliš nelišil od šíře na vodorysce. Plavidla se změnila také z bočního pohledu. Původně vyčnívaly nad výši paluby velice zřetelné záďové nástavby a příďová nástavba. Nyní se nástavby snížily a ochranné zábradlí ve střední části lodi plynule navazovalo na nižší zábradlí nástaveb. 
Zadní nástavba měla jedno, maximálně dvě patra, přední nástavba zůstala zachovaná jen u největších lodí. Galion se rozšířil, zkrátil a ohnul se směrem vzhůru. Tvořil ho mohutný trámový oblouk vybíhající v ose lodi z předního vazu, který nesl galionovou figuru. Okolo roku 1760 začala mizet nebo se podstatně zmenšila galionová paluba. Příď se rozšířila a zaoblila, končila téměř pravidelným půlkruhem.Tyto změny se nejprve objevily u holandských lodí, pak u francouzských a nakonec i u anglických konstrukcí.Konstrukce trupu byla v řadě prvků zesílena. Vážným problémem bylo zajištění obšívky lodi proti působení mořské flóry a fauny, zejména v teplých mořích. Prvním pokusem o ochranu bylo ve druhé polovině 17. století zdvojení obšívky trupu. Toto opatření se neosvědčilo, a tak druhou vrstvu obšívky nahradily olověné pláty. Tento pokus byl opět neúspěšný, protože mezi olověnými deskami a ocelovými hřeby, kterými byly přibity, došlo za přítomnosti mořské vody k vytvoření galvanického článku a tím k porušení obšívky. Konstruktéři se raději vrátili k dvojí obšívce. Teprve kolem roku 1783 se zaváděla ochrana ponořené části trupu měděným plechem, přičemž byly ocelové hřebíky nehrazeny měděnými. Postupem doby se v 18. století začala na zádi odstraňovat přehnaná výzdoba, záďové galerie dostaly kompaktnější tvar, který kopíroval linii trupu a přechod nástaveb na boky lodě se zkrátil, aby bylo možné umístit na dělostřeleckých palubách více děl. Zásadní změnou a zdokonalením řízení lodi bylo zavedení kormidelního kola, které se poprvé objevilo kolem roku 1705.
Kormidelní kolo bylo napojeno na válec, na který se při otáčení z jedné strany navíjelo a z druhé strany popouštělo lano upevněné na konci kormidelní páky. Lano vedlo do podpalubí lodi přes soustavu kladek a navíjením pohybovalo koncem kormidelní páky a tím vychylovalo vlastní kormidlo. Toto řešení odstranilo prakticky všechny nedostatky předchozí konstrukce. Síla nutná k ovládání lodě se regulovala průměrem válce, na který se navinovalo lano, konstrukce umožnila maximální výchylku vlastního kormidla.
Zdokonalením prošla také takeláž. Kolem roku 1705 se objevila na čelenu čnělka umístěná u anglických lodí přímo na čelenu, u ostatních na boku čelenu. Na čnělce byl upevněn stěh předního stěžně. Tento stěh nesl nový typ stěhové plachty – kosatku. Zavedení kosatky umožnilo vypustit blindu, která se ukázala málo účinná a při protivětru nepoužitelná. Na zadním stěžni byla dosud jako spodní plachta latinská. V praxi se ukázalo, že přední část této plachty je neúčinná, a proto byla kolem roku 1745 vypuštěna. Latinské ráhno zůstalo ještě nějaký čas zachováno. Protože bylo poměrně náročné na obsluhu, nahradilo je kolem roku 1760 vratiráhno. Přední část vratiráhna končila objímkou obepínající peň zadního stěžně, takže se mohlo kolem něj otáčet. Na vratiráhně byl přichycen zbytek latinské plachty. Koncem 18. století se plocha této plachty zvětšila a zadní roh začal přesahovat záď. Tím však nastaly potíže při jejím ovládání, proto byla spodní hrana plachty přichycená k vodorovné dřevěné konstrukce podobné vratiráhnu, tzv. vratipni. Protože plachta přesahovala záď lodi, bylo nutno odstranit vlajkovou žerď, vlajka se kolem roku 1793 přestěhovala pod vratiráhno. Ve druhé polovině 18. století se besan zvýšil a byl opatřen brámovou plachtou. V roce 1788 se poprvé objevilo další patro plachet – plachty královské. Roku 1794 došlo k prodloužení čelenové čnělky, která se pak využívala k zavěšení další třírohé plachty – létavky.	Koncem 18. století skončil vývoj oplachtění válečné plachetní lodi, nazývané také oplachtění fregatního typu. Vypadalo takto: na čelenu byla létavka, vnější a vnitřní kosatka, přední stěhovka, u některých lodí ještě horní a dolní blinda. Přední stěžeň nesl od paluby přední velkou plachtu, přední košovou plachtu, přední brámovou a přední královskou plachtu. Mezi hlavním a předním stěžněm byla hlavní dolní stěhovka, hlavní košová stěhovka, hlavní brámová stěhovka a hlavní nadbrámová (královská) stěhovka. Hlavní stěžeň: hlavní velkou plachtu, hlavní košovou, hlavní brámovou a hlavní královskou plachtu. Mezi hlavním stěžněm a besanem: besanová (křížová) dolní stěhovka, besanová košová stěhovka, besanová brámová stěhovka a besanová královská stěhovka. Besan: vratiplachta, besanová košová plachta, besanová brámová plachta a besanová královská plachta. Mimoto bylo možné po obou stranách všech příčných plachet napnout závětrovky.

## Výzbroj
Od začátku 16. století se používala místo komorových děl, kterými byly vyzbrojeny středověké lodě, děla lafetová. Lafeta měla čtyři kolečka,byla dlouhá třetinu délky děla a vysoká dvě pětiny. Děla byla rozmístěna na dvou nebo jedné (záleží na velikosti lodi) kryté dělostřelecké palubě, na hlavní palubě a na nástavbách.
U prvních galeon se setkáváme s velkou rozmanitostí ráží děl od padesáti do čtyř liber. V 17. století se ustálilo několik nejpoužívanějších typů:
- 36 liber – umísťována na spodní dělostřeleckou palubu
- 20-24 liber – horní dělostřelecká paluba
- 9-4 libry – nástavby, sloužila především k likvidaci živé síly protivníka při boji zblízka.

Zadovky a falkonety ráže okolo 5 cm a 0,5 libry. Účinný dostřel byl asi 500 m a posádka lodi byla schopná obsluhovat děla pouze na jednom boku. V polovině 17. století se poprvé objevuje pojem řadová loď. Označuje loď, jejíž hlavní použití je v boji v lineárním útvaru, kdy obě loďstva jsou seřazená v linii a vzájemně se ostřelují.
- Nad 100 děl – loď první třídy
- 100-84 děl – loď druhé třídy
- 84-70 děl – loď třetí třídy
- 70-50 děl – loď čtvrté třídy
- 50-32 děl – loď páté třídy
- pod 32 – loď šesté třídy, pokud jí velí důstojník s hodností kapitána

Do lineární sestavy se zařazovaly pouze lodě první až třetí třídy. Nejvýkonnější a nejsilnější řadová loď – trojpalubník – byla velice drahá, měla početnou osádku a hodila se skutečně především k bitevnímu použití v řadové sestavě lodí. Proto se stala typickou a konstrukčně dobře řešenou lodí 18. století ve všech významnějších flotilách 74dělová řadová loď o dvou palubách s dlouhým a štíhlým trupem, která se dala využít díky své rychlosti i víceúčelově. Přitom byla natolik silná, že mohla s úspěchem bojovat v řadovém tvaru.
Ke konci 17. století se stalo nejpoužívanějším těžkým dělem 42liberní. Časem se ale ukázalo jako málo účinné a bylo vystřídáno dělem 32liberním. V 18. století se dále používala 24, 18, 9, a 6liberní děla. Objevuje se krátké dělo, tzv. karonáda, vyráběné firmou Caron Iron ve Skotsku, které mělo velkou ráži (až 68 liber), ale nízkou úsťovou rychlost, a tak se hodila pouze k boji nablízko. Výhodou těchto zbraní byl podobný účinek v cíli, hmotnost zbraně jen 1/2 - 2/3 hmotnosti děla stejné ráže a nízká hmotnost potřebné prachové nálože, která činila jen asi 1/10 hmotnosti nálože, kterou by vyžadovalo standardní námořní dělo. Výsledkem byla zbraň lehčí, se slabším zpětným rázem, která vyžadovala i méně početnou obsluhu a mohla tak být umístěna i na menší plavidla, včetně obchodních. Umisťovala se na nástavby, někdy na hlavní palubu. Až do padesátých let 19. století používalo námořnictvo hladké hlavně bez vývrtu. Do této doby tak probíhala standardizace dělostřelecké výzbroje. Ještě v roce 1820 bylo v anglickém námořnictvu deset různých ráží děl, která se vyráběla ve dvaceti devíti různých délkách, kromě toho bylo na palubách lodí ještě sedm druhů karonád.